# Fundación Atlético San Camilo Fútbol Club
La Fundación Atlético San Camilo Fútbol Club (abreviado comúnmente a San Camilo FC) es un equipo de fútbol venezolano, establecido en la población de El Nula, perteneciente al municipio Páez, del estado Apure, y que actualmente milita en la Tercera División de Venezuela.

## Historia
Tuvo sus orígenes en el año 1992, gracias al arduo trabajo del profesor Lisandro Parada, que con un grupo de jóvenes formó un equipo llamado "Centauros de Apure", que no tenía ningún apoyo económico y solo competía en torneos a nivel local. Se sumó al proyecto el profesor Edgar Patiño (+), prestando su apoyo al naciente proyecto que tuvo una destacada actuación en un torneo de categoría infantil al que fue invitado, torneo realizado en la ciudad de San Cristóbal, Estado Táchira. No fue sino hasta 1998 que, a pesar de no tener apoyo económico, se logra el sueño de hacer de este proyecto una escuela de fútbol, con poco más de 40 jóvenes entre los 12 y 18 años, queda registrada en Guasdualito, lo que hoy se conoce como Fundación Atlético San Camilo FC.

## Participación en los Torneos Profesionales de FVF
Como en el caso de muchos equipos de fútbol en Venezuela, con notables carencias y falta de apoyo económico, logra competir en la Tercera División Venezolana 2012, en el Torneo de Nivelación 2012, donde tomó parte en el Grupo Occidental I con rivales como el Unión Atlético Zamora, Unión Atlético Alto Apure y Corsarios del Táchira FC. Finalizó su semestre de debut con un total de 16 unidades, logrando 4 triunfos, 2 empates y 3 derrotas para ser tercer lugar de su grupo.
Para la Tercera División Venezolana 2012/13, que comenzó con el Torneo Apertura 2012 el cuadro apureño forma parte del Grupo Occidental I nuevamente, donde culmina en la quinta posición, tras solo lograr 2 victorias y sumar 8 unidades a lo largo del semestre. Para el Torneo Clausura 2013, logra ubicarse nuevamente en la quinta posición de su grupo, manteniendo su irregular nivel futbolístico, sumando apenas 1 victoria en el torneo y seis puntos a lo largo del semestre, superando solamente en la tabla de posiciones a Casa D'Italia Maracaibo.
La Tercera División Venezolana 2013/14 inició con el Torneo Apertura 2013, donde el cuadro representativo de la población de El Nula formó parte del Grupo Occidental III, junto a Atlético Socopó FC, Unión Atlético Zamora y Unión Atlético Alto Apure. Un semestre por demás aciago y gris para el pequeño equipo apureño: no logró victorias, apenas sumó 2 puntos y terminó con una diferencia de goles de -17, incluso en lo económico fue un semestre muy duro para la pequeña institución apureña, no pudieron viajar a Santa Bárbara de Barinas para disputar su partido de la Jornada 10 ante el Unión Atlético Zamora por no poseer recursos económicos para la logística. El cuadro apureño siguió mostrando un aciago nivel en el Clausura 2014, sumando apenas un triunfo en 10 partidos, finalizando últimos del Grupo Occidental I con 3 puntos obtenidos.